# Мазманян, Микаэл Давидович
Микаэ́л Дави́дович Мазманя́н (арм. Միքայել Դավթի Մազմանյան; 9 [21] ноября 1899, Тбилиси — 29 октября 1971, Ереван) — армянский, советский архитектор. Один из ведущих зодчих новаторской школы армянской архитектуры. Заслуженный деятель искусств (1959) и Заслуженный архитектор Армянской ССР (1968).

## Биография
Родился 9 (21) ноября 1899 года в Тбилиси, в семье ремесленника.
Начальное и среднее образование получил в Тбилиси: окончил четырёхклассную начальную школу (1907—1910), затем среднее училище Нерсисян (1911—1918). С 1919 по 1921 год преподавал рисование в начальных школах.

### Студенческие годы
В 1921 году Микаэл Мазманян отправился в Москву, где поступил в ВХУТЕИН: сначала на живописный, затем на архитектурный факультет. Занимался в мастерских Н. А. Ладовского и А. А. Веснина. Под их руководством Мазманян осваивает творческие принципы рационализма и конструктивизма, пытаясь найти пути органического сочетания новой архитектуры с национальными особенностями Армении (студенческие работы — театр в Ереване, жилые дома для Армении). Дипломная работа Мазманяна «Парк культуры и отдыха в Москве» обратилa на себя внимание специалистов и освященa в журнале «Строительство Москвы» за 1929 год. Был членом-учредителем ВОПРА.

### 1929—1937
В 1929 году Мазманян окончил обучение и был откомандирован в Армению.
Работал старшим архитектором в Армгорстрое (1929—1931), после реорганизации которого был руководителем Государственной Архитектурно-Планировочной мастерской № 3 (1932—1937). Был первым директором (1930—1935) Ереванского Политехнического института и преподавателем архитектурного проектирования (1930—1937).
Совместно с К. Алабяном и Г. Кочаром (или в соавторстве с одним из них) Мазманян в конце 1920-х — начале 1930-х проектирует и строит в Ереване клуб строителей, здание Госстраха, здание Геологического управления, жилой дом ЕрГЭСа, дом отдыха писателей на Севанском полуострове. В этих произведениях ощутимы черты интенсивно формировавшейся в те годы новаторской армянской архитектурной школы.
Считая, что постройки народного зодчества «удивительно удачно соответствуют требованиям современной архитектуры», Мазманян новаторски интерпретирует их принципы в своих работах: своеобразное расположение характерных для армянской архитектуры глубоких лоджий в доме ЕрГЭСа в Ереване, проект дома-коммуны со сложным пространственным решением, создающим ассоциации с многоярусными горными селениями.
Удачно использован крутой рельеф для создания в проекте посёлка Кафан оригинальных «многоэтажных» ступенчатых домов, каждая квартира которых имеет вход с улицы и все её помещения находятся на одном уровне. Мазманян в начале 1930-х годов делает ряд градостроительных работ: планировка городов Ленинакана (ныне Гюмри), Кировакана (ныне Ванадзор), ряда районных центров и сёл.
Мазманян вёл научно-исследовательскую работу по истории и теории архитектуры. Его статьи «Апостол Эклектизма», «О национальной архитектуре», «Архитектура Советской Армении» посвящены проблемам развития архитектуры своего времени, однако многие идеи высказанные в них и по сей день актуальны.
С середины 1930-х годов, в связи с общим изменением направленности советской архитектуры, происходят перемены и в творчестве Мазаманяна. В его работах — дом книги в Ереване (совместно с О. Маркаяном), жилой дом работников НКВД (проект), постепенно все большую роль стали играть традиционные композиционные приёмы, архитектурные формы, декор.
Мазманян был членом правления Союза архитекторов Армении и на I-ом Всесоюзном Съезде Советских архитекторов в Москве был избран членом Правления Союза Советских Архитекторов.

### 1937—1954
В сентябре 1937 года М. Мазманян был осуждён по обвинению в национализме и членстве в троцкистско-бухаринской группе.
В 1939 году был сослан в Норильск.
С 1939 по 1954 годы работал в Проектной конторе Норильского горно-металлургического комбината в качестве старшего архитектора и руководителя группы Планировки города Норильска. За этот период Мазманян сделал ряд крупных работ: генеральный проект планировки первого заполярного города СССР Норильска (совместно с Г. Кочаром и В. Непокойчицким), генеральный проект планировки портового города Дудинка, генеральные планы ряда комплексов промышленных и горных предприятий, ряда населённых пунктов, проекты жилых, общественных и административных зданий.
В 1954 году Мазманян был реабилитирован.

### 1954—1971
В 1954 году Мазманян вернулся в Ереван и возглавил мастерскую генерального плана проектного института «Ереванпроект».
В 1960-е годы Мазманян руководил работами по созданию нового генерального плана Еревана с расчетной численностью населения на 2000 год 1 млн. 100 тыс. жителей, который был утверждён в 1971 году. В его отделе был разработан детальный проект планировки жилого района Еревана — Норка (1965), проект детальной планировки центра Еревана (1966), жилых районов Ачапняк, Айгестан и Араратян.
В 1957 году Мазманян был избран членом духовного Совета и до конца жизни был председателем архитектурно-строительной комиссии Св. Эчмиадзина.
Скончался 29 октября 1971 года в Ереване, похоронен на Нубаршенском (Советашенском) кладбище..

## Работы

### Реализованные проекты
- Клуб строителей в Ереване (ныне Русский драматический театр имени Станиславского и Олимпийский комитет Армении). Совместно с К. Алабяном, Г. Кочаром. 1929
- Здание Госстраха в Ереване. Совместно с К. Алабяном, Г. Кочаром. 1929
- Здание Геологического управления в Ереване. Совместно с К. Алабяном. 1929
- Туберкулезный диспансер в Ереване. Совместно с К. Алабяном, Г. Кочаром. 1929
- Жилой дом ЕрГЭСа в Ереване. Совместно с К. Алабяном. 1930
- Центральный универмаг в Ереване. Совместно с А. Агароняном, Г. Кочаром, О. Маркаяном. 1932
- Дом отдыха писателей на полуострове Севан. Совместно с Г. Кочаром. 1932
- Генеральный план города Ленинакан 1932—1937
- Жилой район для рабочих завода Синтетического Каучука в Ереване. Совместно с Г. Кочаром, О. Маркаяном, С. Сафаряном. 1933
- Генеральный план города Кировакан. 1934—1937 гг.
- Проекты планировок сел Гехи, Яйджи, Татев, Шнгер, Канакер, Паракар, Сисиан. 1931—1934
- Дом книги в Ереване. Совместно с О. Маркаряном. 1935
- Проект планировки парка Детской железной дороги в Ереване. 1937
- Проект планировки парка Сталинского района в Ереване (ныне парк им. Комитаса). 1937
- Жилой дом в Ленинакане. 1937
- Жилой дом Армэнерго в Ереване. 1937
- Генеральный план города Норильска. Совместно с Г. Кочаром, В. Непокайчицким.
- Генеральный план города Дудинка. Совместно с Г. Кочаром.
- Генеральный план Комплекса Коксохимического завода в Норильске. Совместно с Г. Кочаром, В. Непокайчицким. 1940—1941
- Генеральный план семи рабочих посёлков. Совместно с Г. Кочаром. 1941—1954
- Проект застройки кварталов города Норильска. Совместно с Г. Кочаром. 1940—1954
- Проект планировки и застройки площади Ленина в Норильске. Совместно с Г. Кочаром, В. Непокайчицким. 1943
- Детский сад на 100 детей в Норильске. 1943
- Жилой дом типа общежития в Норильске. 1943
- Проект планировки и застройки Октябрской пл. в Норильске. Совместно с Г. Кочаром, В. Непокайчицким. 1949
- Парк имени тридцатилетия Комсомола в Норильске. 1948
- Дом-музей Сталина в посёлке Курейка. Совместно с Г. Кочаром. 1949
- Городской сквер имени А. С. Пушкина в Норильске. 1950
- Центральный стадион на 15 000 зрителей в Норильске. 1950—1954
- Музыкальная школа на 400 учеников в Норильске. Совместно с Г. Кочаром. 1954
- Жилой район Ачапняк в Ереване. Совместно с С. Назаряном. 1956
- Постамент памятника «Сасунци Давид». Скульптор Е. Кочар. 1959
- Жилой район Норк. Совместно с Ц. Чахаляном, Г. Авакяном. 1965
- Проект детальной планировки центра Еревана. Совместно с Э. Папяном, Г. Мурза, Ф. Маркосяном, С. Назаряном. 1966
- Генеральный план Еревана. Совместно с Э. Папяном, Г. Мурза, Ф. Маркосяном, Ц. Чахаляном. 1961—1971.

### Проекты
- Памятник С. Шаумяну. Совместно с К. Алабяном, Г. Кочаром. 1929 (конкурсный проект)
- Дворец труда в Ереване. 1930 (конкурсный проект)
- Жилой квартал в Кафане. 1930
- Жилой дом для работников НКВД в Ереване. 1935 (конкурсный проект)
- Государственный университет Еревана. 1937 (конкурсный проект)
- Генеральный план Ботанического сада в Ереване. 1937.

### Научные труды
- Мазманян М. Д. Франсиско Гойя // Госпечать Армянской ССР. — 1924.
- Мазманян М. Д. Гиорг Гросс // Кура. — Тбилиси, 1924.
- Мазманян М. Д. Первая выставка немецких художников в Москве // Хорурдаин Айастан. — 1925. — № 191.
- Мазманян М. Д. Вопросы строительства города // Хорурдаин Айастан. — 1927. — № 233.
- Мазманян М. Д. Об архитектуре и стиле // Хорурдаин Айастан. — 1928. — № 150.
- Мазманян М. Д. Апостол Эклектизма // На рубеже Востока. — 1929. — № 02.
- Мазманян М. Д. О национальной архитектуре // Печать и революция. — 1929. — № 09.
- Мазманян М. Д. Архитектура Советской Армении // Октябрь-Ноябрь. — 1930.
- Мазманян М. Д. Градостроительные вопросы Еревана // Хорурдаин Айастан. — 1933. — № 175.
- Мазманян М. Д. Торос Тораманян // Хорурдаин Айастан. — 1934. — № 08.
- Мазманян М. Д. Архитектура Армении // Архитектура СССР. — 1935. — № 04.
- Мазманян М. Д. Особенности планировки городов в условиях Крайного Севера. — 1939—1954.
- Мазманян М. Д. Архитектура и жизнь // Советакан Арвест. — 1957. — № 12.
- Мазманян М. Д. Александр Таманян // «Градостроитель». Вестник АН Армянской ССР. — 1958.
- Мазманян М. Д. Ереван сегодня и завтра // Советакан Арвест. — 1959. — № 10.
- Мазманян М. Д. Мартирос Сарьян // Советакан Арвест. — 1960. — № 03.
- Мазманян М. Д. С Чаренцом // в книге «О Чаренце». — 1961.
- Мазманян М. Д. Вано Ходжабекян // Советакан Арвест. — 1963. — № 02.
- Мазманян М. Д. Статья в книге «Мастера советской архитектуре об архитекыуре», Т. 2 // Искусство. — 1975.
- Мазманян М. Д., Папухяан Н., Тораманян Г. Современники о Торосе Тороманяне // Лусакн. — 2005.
- Мазманян М. Д. Воспаминания о Торосе Тораманяне // Архитектура, Строительство. — 2007. — № 05.

### Сценография
- А. Агаронян «К солнцу». Армянская драматическая студия, Реж. Сурен Хачатурян, художник М. Мазмзнян. Москва, 1922
- Дереник Демирчян «Учитель». Армянская драматическая студия, Реж. Сурен Хачатурян, художник М. Мазмзнян. Москва, 1922
- Габриэл Сундукян «Пепо». Армянская драматическая студия, Реж. Рубен Симонов, художники М. Мазмзнян, К. Алабян. Москва, 1924
- Акоп Паронян «Высокочтимые попрошайки». Армянская драматическая студия, Реж. Рубен Симонов, художники М. Мазмзнян, К. Алабян. Москва, 1924
- Акоп Паронян «Багдасар ахпар». Армянская драматическая студия, Реж. Рубен Симонов, художники М. Мазмзнян, К. Алабян. Москва, 1924
- Анатолий Луначарский «Красная маска». Армянский театр имени Сундукяна, Реж. Аркадий Бурджалян, художники М. Мазмзнян, К. Алабян. Ереван, 1924
- Дереник Демирчян «Храбрый Назар». Армянский театр имени Сундукяна, Реж. Аркадий Бурджалян, художники М. Мазмзнян, К. Алабян. Ереван, 1924.

## Память

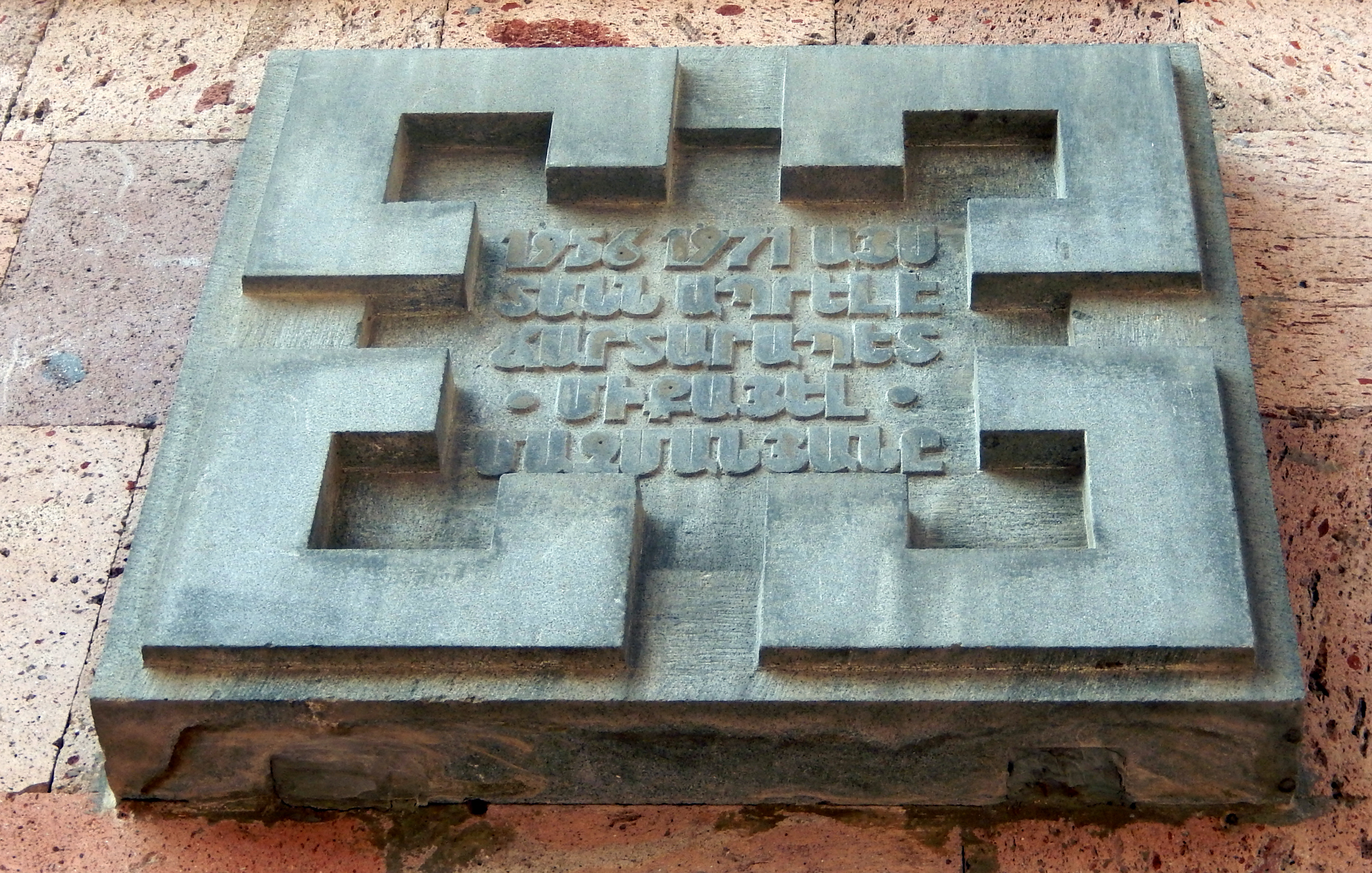
Мемориальная доска (ул. Исаакяна, дом 38)

- В память о М. Д. Мазманяне в Ереване установлена мемориальная доска на доме, где он жил с 1955 по 1971 год (улица Исаакяна, дом 38).
- Именем М. Д. Мазманяна названа улица в Ереване.

## Награды и звания
- Орден Трудового Красного Знамени
- Орден «Знак Почёта»
- Медали СССР
- Заслуженный деятель искусств Армянской ССР (1959)
- Заслуженный архитектор Армянской ССР (1968).